# José Olallo Valdés
José Olallo Valdés (L'Avana, 12 febbraio 1820 – Camagüey, 7 marzo 1889) è stato un religioso cubano dell'Ordine ospedaliero di San Giovanni di Dio. È stato beatificato nel 2008 da papa Benedetto XVI.

## Culto
È stato proclamato beato nel 2008. 
Alla cerimonia di beatificazione (Camagüey, 29 novembre 2008), presieduta dal cardinale José Saraiva Martins, ha presenziato anche Raúl Castro, succeduto al fratello Fidel alla guida del governo dello stato caraibico.